# Juan Ríos Lopera
Juan Ríos Lopera (8 ottobre 1994) è un tuffatore colombiano.

## Biografia
Ha rappresentato la nazionale colombiana ai campionati mondiali di nuoto di Barcellona 2013 gareggiando nel concorso dei tuffi dalla piattaforma 10 metri. Ha superato il turno preliminare con il quattordicesimo posto. La sua gara è terminata in semifinale dove è stato eliminato con il tredicesimo piazzamento.